# DCCP
DCCP (англ. Datagram Congestion Control Protocol) — мережевий протокол транспортного рівня, розроблений IETF. Прийнятий як стандарт в березні 2006 року. Він надає механізми для відстеження перевантажень у мережі, уникаючи можливості використання механізмів прикладного рівня. Цей протокол не гарантує доставку інформації в потрібному порядку.
DCCP дуже ефективний для застосунків, в яких дані, що прийшли не вчасно, стають непотрібними. Наприклад: потокове медіа-мовлення, онлайн ігри і інтернет-телефонія. Головна особливість цих застосунків полягає в тому, що старі повідомлення дуже швидко стають непотрібними, тому краще отримати нове повідомлення, ніж намагатися переслати старе. Але на даний момент більшість таких застосунків самостійно реалізують відстеження перевантажень, а як протоколи передачі використовуються TCP або UDP.
Протокол DCCP доступний в ядрі Linux з версії 2.6.14.